# ターボ分子ポンプ

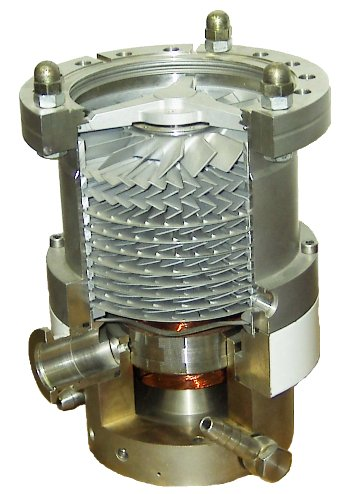
ターボ分子ポンプの内部

ターボ分子ポンプ（ターボぶんしポンプ、英語：turbomolecular pump、略称：TMP）は機械式真空ポンプの一種で、金属製のタービン翼を持った回転体であるロータが高速回転し、気体分子を弾き飛ばすことによりガスを排気するポンプである。JISではこのような排気方式を「運動量輸送式」の真空ポンプと呼んでいる。
ターボ分子ポンプは、1912年にドイツのW.ゲーデによって機械式高真空ポンプの起源となる分子ポンプが考案され、その後、同じくドイツのW.ベッカーが1955年にタービン翼を有するターボ分子ポンプ(TMP)を考案、これが1958年に商品化されたのが最初といわれる。
動作原理は、斜めに配置されたタービン翼を高速回転（数万rpmに達する）させて吸気から排気への通過確率(A)と排気から吸気への通過確率(B)に差をつける事で圧力差を発生させる。設計上の排気速度は（開口面積×11.6×A/（B×p））となる（pは圧力上昇分）。翼の角度と回転数（翼速度）をモンテカルロ法などで計算すると、翼角度大＝排気速度大、圧縮比小。翼角度小＝排気速度小、圧縮比大となってくる。到達圧力は 10−7Pa (10−10Torr)程度。
その原理から、気体分子に対する翼速度（翼速度比）によって排気速度が変化するため軽ガス（水素・ヘリウム）に対しては排気速度が低下する。動作圧力には制限があるため、普通はロータリーポンプを補助ポンプとして用い、1セットになっている。ポンプ使用中に圧力が高真空から低真空側へ急激に変化した場合、ポンプの破損に繋がる可能性がある。
TMPは良い真空が得られる手軽で便利なポンプである。ロータの支持方式としては、油潤滑式の玉軸受型とグリス潤滑式、磁気浮上型がある。
玉軸受けの油潤滑式は価格が手ごろな利点があるが、取り付け方向は一方向に限られる。グリス潤滑式は取り付け方向に制限が無い場合が多いが、玉軸受け寿命・グリス補給と保守面で課題も多い。
磁気浮上型は
- 完全にオイルフリー
- 取り付け方向の自由度が高い（逆さまや横向きでも設置可能）

といった利点がある。その代わり、停電時の対策としてバッテリーが必要なものが多い。
近年では、ロータの回転運動エネルギーを電力に回生し、磁気浮上に利用するバッテリーレス化も進んでいる。
構造上、内部のタービン翼が歪むと、高速回転中の動翼と上下に挟まれた固定翼(静翼)同士が接触して一瞬で壊れてしまう恐れがある。またターボ分子ポンプを設置する際には、固定を厳重にしておかねばならない。